# امپراتور (فیلم ۲۰۱۲)
امپراتور (انگلیسی: Emperor) فیلمی آمریکایی-ژاپنی در ژانر جنگی و درام است که در سال ۲۰۱۲ ساخته شد و وقایع پس از جنگ جهانی دوم در ژاپن را شرح می‌دهد. از بازیگران آن می‌توان به متیو فاکس، تامی لی جونز، و کائوری موموئی اشاره کرد.
تولید فیلم در سال ۲۰۱۲ در نیوزیلند آغاز گردید.

## داستان
وقایع فیلم در زمان پس از اشغال ژاپن اتفاق می‌افتد که در آن سرتیپ بانر فلرز به عنوان بخشی از نیروهای اشغالگر به ژاپن فرستاده می‌شود. ژنرال داگلاس مک‌آرتور از او می‌خواهد تا دربارهٔ مجرمان جنگی تصمیم بگیرد که آیا به اعدام برسند یا خیر. چالش اصلی فلرز تصمیم‌گیری دربارهٔ امپراتور هیروهیتو است که معتقد است با مرگ او اوضاع ژاپن نابسمان شده و عده زیادی خودکشی خواهند کرد.

## بازیگران
- تامی لی جونز در نقش ژنرال داگلاس مک‌آرتور
- متیو فاکس در نقش سرتیپ بانر فلرز
- اریکو هاتسون در نقش آیا شیمادا
- توشیوکی نیشیدا در نقش ژنرال کاجیما
- کائوری موموئی در نقش خانم کاجیما
- کالین موی در نقش ژنرال ریچر
- تاکاتارو کاتائوکه در نقش هیروهیتو
- شوهی هینو در نقش ژنرال توجو هیدکی، نخست‌وزیر اسبق